# 张全蛋
赖宇恒（1991年7月27日—），中国喜剧演员、网络红人，广东阳江人，于2014年起在《暴走大事件》中扮演原创角色张全蛋一角被大众所熟知。实际上他也是《暴走大事件》的编剧。

## 生涯
2014年，赖宇恒在《暴走大事件》中凭借“张全蛋”的角色出道。他的角色身份为“富土康”（恶搞富士康的一名车间员工，说话中有方言口音并夹带英文单词，首次登场于《暴走大事件》第三季9集《大事件的小伙伴们》并没有提及姓名，只有一句台词），正式登场于16集《流水线专题》并在该集中讽刺一些手机品牌，因此爆红网络。，在《质检leader张全蛋怒揭电视机行业内幕》中使用“然而并没有什么卵用”并让这句话迅速走红。
2015年7月19日，张全蛋在微博中转发了网友一条“怎样区分张馨予、张涵予、张予曦、张雨绮、张雨馨、张雨鑫、张歆艺、张辛苑、张艺馨？”的微博中附文“怎样有效区分掏粪男孩，吞粪男孩和挑粪男孩”，微博曝光后，引来网友围观并被指没有素质。事后张全蛋称该微博是他的表弟发的。
2015年，张全蛋在ImbaTV进行英雄联盟直播。2017年大年初三，在中央电视台综艺频道《不信你不笑》栏目“过年七天乐”中表演个人脱口秀《年味儿》；大年初六，随“暴漫家族”表演小品《荆轲刺秦王》。
2019年，赖宇恒参演周星驰电影《新喜剧之王》，扮演女主角如梦的男友查理。
2022年初，張全蛋宣佈結婚。